# نسا علیا
نسا علیا یا نسا بالا، روستایی از توابع شهرستان طالقان در استان البرز ایران است.

## جمعیت و مردم
این روستا در دهستان بالاطالقان قرار دارد و براساس سرشماری عمومی نفوس و مسکن (۱۳۸۵)، جمعیت آن ۳۵۶ نفر (۸۴ خانوار) بود است.
اکثر مردم این روستا با یکدیگر خویشاوند هستند. فامیلی های آنها عبارت است از: ندافی، سلیمانی، نیازی، کیایی، ضیائی. مردم این روستا همچون دیگر آبادی‌های طالقان به زبان تاتی طالقانی صحبت می‌کنند.

## جاذبه‌های طبیعی
این روستا کوهستان‌های زیادی دارد که معروف ترین آنها کوهای تک روح هست که شامل چندین کوه میباشد این کوها تا منطقه ای که به نام ایوانه نام دارد (در شهر خور حوالی کرج) تا انجا امتداد دار و در عرض این کوه ها تا روستای خچیره در طالقان میرسد.
گیاهان زیاد و دارویی در این کوه ها رشد میکنند، که عبارت اند از: گرزکمان، چایی کوهی، کمان گوشت، اسپس، ذربه (اویشن)، نعنا و غیره.